# IOK-1
IOK-1 – odległa galaktyka, po odkryciu w 2006 roku uznawana za najstarszą i najbardziej odległą spośród znanych galaktyk. Odkrył ją w kwietniu 2006 Masanori Iye z National Astronomical Observatory of Japan i jego zespół przy użyciu Teleskopu Subaru na Hawajach.
Przesunięcie ku czerwieni galaktyki wynosi z = 6,96, co odpowiada odległości około 13 miliardów lat świetlnych. Przypuszcza się, że galaktyka uformowała się około 750 mln lat po Wielkim Wybuchu.
Część naukowców uważała, że inne obiekty, jak np. Abell 1835 IR1916, mogą być starsze, jednak w przypadku IOK-1 wiek i skład były ustalone bardziej wiarygodnie.
„IOK” to skrót od nazwisk pierwszych obserwatorów obiektu: Iye, Ota i Kashikawa.